# لو فيغارو (مهندس)
لو فيغارو (بالإنجليزية: Lou Figaro) هو مهندس أمريكي، ولد في 12 أكتوبر 1920 في إنغليووود في الولايات المتحدة، وتوفي في 25 أكتوبر 1954 في وينستون-سالم في الولايات المتحدة.

## وصلات خارجية
- لو فيغارو على موقع Racing-Reference.info (الإنجليزية)